# کیسوکه سکیگوچی
کیسوکه سکیگوچی (انگلیسی: Keisuke Sekiguchi؛ زادهٔ ۴ نوامبر ۱۹۸۶) بازیکن فوتبال اهل ژاپن است.